# Aulopyge huegelii
Aulopyge huegelii е вид лъчеперка от семейство Шаранови (Cyprinidae). Видът е застрашен от изчезване.

## Разпространение
Разпространен е в Босна и Херцеговина и Хърватия.

## Описание
На дължина достигат до 20 cm.
Популацията на вида е намаляваща.